# Río Mahé
El río Mahé (también llamado el Mayyazhi puzha) es un río que está ubicado en el sur de India. Empieza en las colinas de Wayanad, una parte de los Ghats occidentales. Fluye por unos pueblos, y desemboca en el mar de Laquedivas, cerca del pueblo Mahe.